# Мосьцицкая-Дендис, Хенрика
Хенрика Йоанна Мосьцицкая-Дендис (пол. Henryka Joanna Mościcka-Dendys, род. 3 июля 1976, Кендзежин-Козле, Опольское воеводство) — польский дипломат, работавшая послом Польши в Дании в 2015—2020 годах.

## Жизнь
Хенрика Мосьцицкая-Дендис окончила факультет права и классической литературы Силезского университета в Катовице. С 2007 года у неё есть степень доктора международного права Варшавского университета. Её диссертация была посвящена общей внешней политике и политике безопасности Европейского Союза.
В 2002 году начала дипломатическую карьеру в Министерстве иностранных дел. В 2003 году её откомандировали в офис комиссара Совета государств Балтийского моря по демократическому развитию в Копенгагене. С 2007 по 2011 год работала в посольстве Польши в Берлине, где освещала политику ЕС, особенно вопросы расширения и институциональные вопросы (2007—2011). Позже, в 2011 году, она была заместителем директора Департамента европейской политики, ответственным за институциональные вопросы и Северную Европу, а с 2012 года — директором этого департамента.
16 апреля 2013 года Хенрика была назначена заместителем государственного секретаря МИД. В сферу её ответственности входили европейская политика, права человека и парламентские дела. 8 ноября 2015 года она начала свою службу в качестве посла в Дании, пять дней спустя вручив верительные грамоты королеве Дании Маргрете II. Срок её полномочий истек 15 сентября 2020 года. Неделю спустя она стала директором Бюро инвестиций МИД. В январе 2024 года она во второй раз была назначена заместителем госсекретаря МИД.
С 2011 по 2016 год она была членом Совета Фонда польско-немецкого сотрудничества.
Хенрика говорит на немецком, английском, русском и датском языках. Она состоит в браке.

## Почести
- Золотой Крест Заслуги (Польша, 2013)[12]
- Орден Креста земли Марии 2 степени (Эстония, 2014)[13]
- Большой крест ордена «За заслуги перед Итальянской Республикой» (2014)[14]
- Кавалер ордена Данеброг (Дания, 2020)[15]
- Почетный знак Bene Merito (Польша, 2021)[16]
- Рыцарский крест ордена Возрождения Польши (Польша, 2022)[17]